# 水先人
水先人（みずさきにん、英: Pilot）とは、多数の船舶が行き交う港や海峡、内海において、それらの環境に精通することが困難な外航船や内航船の船長を補助し、船舶を安全かつ効率的に導く専門家であり、日本では職務を行う区域（水先区）ごとに水先人免許（国家資格）が必要となる。
日本語で一般には「水先案内人（みずさきあんないにん）」と呼ばれることの方が多く、正式名称の「水先人」は法律用語である。これに派生して、船舶に限らず様々な事柄に対しても、先導して行く先を示し、導く人のことを「水先案内人」「水先案内」と呼ぶ。

## 水先人の業務

### 水先区

#### 日本の水先区と強制水先区
2008年現在、日本には水先人が港域や水域を案内する「水先区」が35か所ある。その内「強制水先区」と呼ばれる一定の大きさ以上の船舶には水先人の乗船を義務付ける水先区が10か所ある。

#### 各国の強制水先区
米国、カナダ（大西洋岸）、フランス、ポルトガル、中国では、プレジャーボートを除き、全ての船舶を対象に強制水先区を設定している。カナダ（五大湖、太平洋岸）、シンガポールでは300総トン - 350総トン以上の船が対象となり、イタリア、韓国、台湾では500総トン以上が、ドイツ、香港では1,000総トン以上が対象となる。英国では主要な港ごとに61メートルから95メートルの船長以上の船を対象にしており主要でない水先区は100メートル以上の船の全てを対象としている。オーストラリアは少し複雑で、ポートフィリップ湾では全ての船を対象にするが、クイーンズランドとトレス海峡では70メートル以上の船長の船を対象にしている。オランダは65メートル以上の船長の船が対象である。

### 水先人の分類

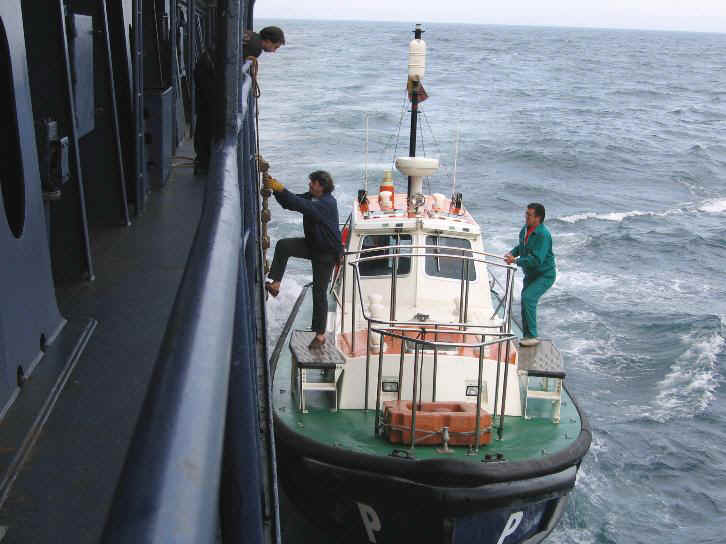
船舶に乗り移る水先人

ベイパイロット (Bay pilot)
海峡や内海の水域を通って船舶を港の入口付近まで操縦する航行業務を行う。
ハーバーパイロット (Harbor pilot)
港の入口付近から港内の岸壁まで船舶を操縦する港内業務を行う。
現在、日本国内においてはベイパイロット、ハーバーパイロットの枠組みをなくし業務の効率化が行われている。かつては、水先艇による船舶の誘導を行い、水先人が直接乗船して案内をしないこともあり、「水先案内人」と呼ばれたこともあったが、現在この方法での誘導は行われておらず、水先人はパイロットラダーなどを使い直接船舶へ乗船し、水先人は船長に港や海峡、内海の情報が書かれた「水先情報カード」を手渡し、船長から水先人へ船舶の載荷状態、推進器・操船機器に関する情報などが書かれた「パイロットカード」を手渡すことで互いの意思疎通を図り、GPSなどの航海計器を適宜使用し、国際VHF無線で離着岸補助のタグボート、先導船や地上と連絡を取りながら船長を補助し、船舶を目的の場所まで安全に誘導することが業務である。
水先人が乗船中の船舶は「H 旗」と呼ばれる赤白二色の旗を掲げなくてはならない。また、水先人を必要とする場合は「G 旗」を掲げる。

### 水先案内船

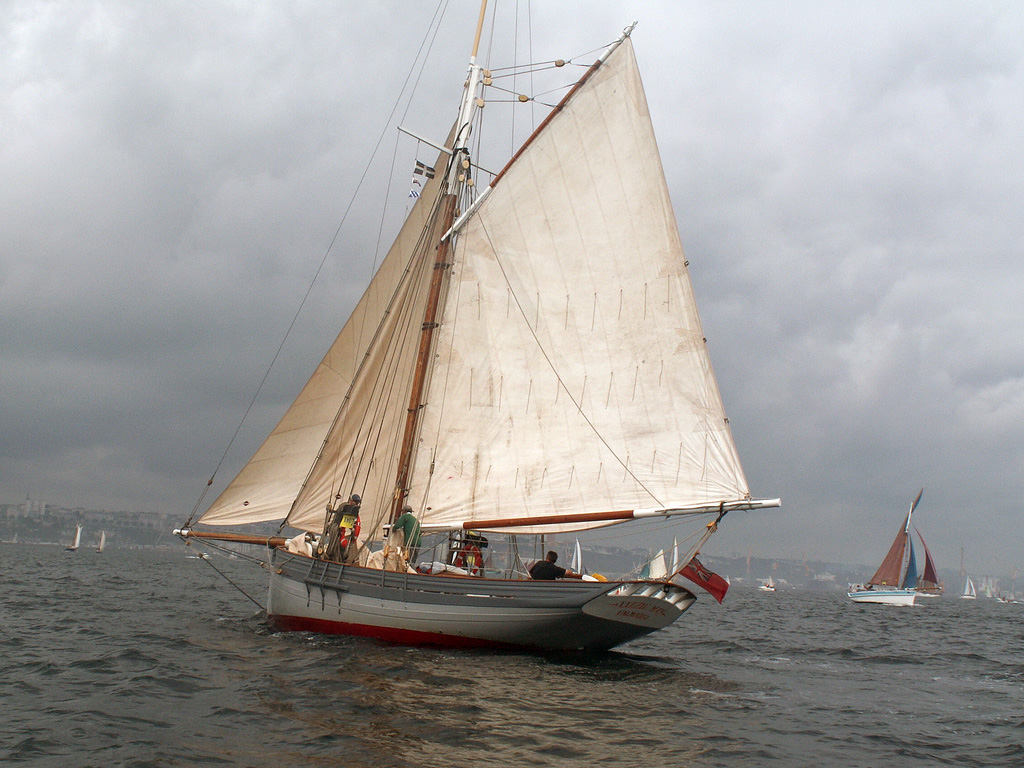
ブレスト（フランス）の古色蒼然たる水先案内船

水先人の仕事場は、港や狭い水路に近付いてきた大型船か、またはこれから離岸する大型船であるため、離岸の場合を除けば小型船で目的の船まで移動しなければならない。この行き帰りに使用する小型船が「水先案内船」（パイロット・ボート）である。水先案内船は昔の日本で帆掛け舟しかなかった時代には、水先案内船が先導して誘導していたが、21世紀初頭現在では世界的にいっても水先人は誘導する船の船橋に立って職務を果たすことになっている。

### 操船
安全運航に対する船長の権限およびその責任は、水先人の乗船により変更されるものではない。したがって名目上は船長が操船を指揮して、水先人は船長の操船を補佐することになっているが、実際は水先人が操船命令を発して、船長が横で黙ったまま承認している事もあり、どちらが主体的に操船するかは主に船長の性格によって決まる。ただし、前述のとおり、安全運航の責任は依然として船長にあるため、水先人の指揮により万が一トラブルが発生した場合でも、その責任は船長が負うことになる。
外国人船長などでは、時として経費節約のために、タグボートの要請やその増船を断ったり、強風下等での接岸見合わせを夜間荷役の割増し経費を嫌うなどで、水先人の提案を受け入れないこともある。

## 水先人の免許と試験の概要

### 試験
一次試験は5月中旬 - 6月上旬頃の2日間、東京都で行われる。二次試験は11月から翌年1月までの指定された日に地方運輸局所在地で行われる。

#### 試験科目
- 身体検査
- 筆記試験 
  1. 海難事例、海上衝突予防法、港則法、港湾知識、海上交通安全法、水先法、操船知識(運用)、気象知識、
    - 試験内容は共通問題と港則法、海上交通安全法については希望水先区ごとに違う問題が出題される。
    - 制限時間内に何も見ずに白紙に、志望する水先区の海図を書く、などの問題が出題される。
- 口述試験
  1. 気象・海象知識
  2. 水深、距離、障害物、航路標識等の知識
  3. 操船知識
  4. 国際通信信号知識 （国際信号旗など）
  5. 条例、規則
  6. 英会話
  7. 一次試験範囲の応用問題

### 水先人資格の取得要件
- 一級水先人は沿海以遠の乗船履歴で船長として総トン数3,000トン以上の船舶への2年以上の乗船経験があり、一級水先人養成過程（9ヶ月）を修了した者。あるいは、二級水先人として2年以上の実務経験を積んだ上で登録先水先人養成施設で一級水先人養成過程（3ヶ月）を修了した者。
- 二級水先人は沿海以遠の乗船履歴で一等航海士以上で総トン数3,000トン以上の船舶への2年以上の乗船経験があり、二級水先人養成過程（1年6ヶ月）を修了した者。あるいは、三級水先人として2年以上実務経験を積んだ上で登録先水先人養成施設で二級水先人養成過程（6ヶ月）を修了した者。
- 三級水先人は沿海以遠の乗船履歴で航海士以上又は実習生以上で総トン数1,000トン以上の船舶への1年以上の乗船経験があり、登録先水先人養成施設で三級水先人養成過程（2年6ヶ月）を修了した者。
- 三級海技士（航海）又は上位免許取得者で登録水先人養成施設の課程を修了し等該級の水先人試験（身体検査、筆記、口述）に合格すること。
- 合格者は水先人免許が交付される
- 欠格条項
  - 日本国民でない者
  - 禁固刑以上の刑に処せられた者で、その執行を終わり、又は執行を受けることがなくなってから5年を経過しない者
  - 海技士の免許や小型船舶操縦士の免許を取り消され、取り消しの日から5年を経過しない者
  - 船長又は航海士の業務につき業務停止を命じられ、その業務停止期間中の者
  - 船長又は航海士の業務につき3回以上の業務停止を命じられ、最後に業務停止を命じられてから5年を経過しない者
  - 水先人の免許を取り消され、取り消しの日から5年を経過しない者

### 免許の種類
免許の種類により水先業務の行える船舶に制限がある。
- 一級水先人 - 制限なし
- 二級水先人 - 上限5万トンまでの船舶、ただし危険物積載船は上限2万総トンまで
- 三級水先人 - 上限2万トンまでの船舶、ただし危険物積載船は不可

### 免許の更新
- 水先人免許は5年ごとに更新しなくてはならない。
- 毎年10月に実施される身体検査に合格しなければならない。

### 水先人会
水先人は水先法により、原則、水先人会への所属が求められるが、各水先人会には定員があり、資格を取得したとしても会員になれる（開業できる）という保証はない。

### 水先人資格
日本の水先人資格は、そもそも受験資格を得る事自体に膨大な時間と業務経験を必要とする。
水先人資格を得るには、商船系大学や商船高等専門学校などでの専門教育を受けて国土交通省の国家資格である三級海技士の海技試験を合格して入社し三等航海士となる。その後乗船しながら一定期間以上の経験をつみつつ、上部資格である二級海技士、一級海技士をともに取得する。その後、3000トン以上の外航船船長として3年以上の実務経験を経て、そうして初めて受験資格を得ることが出来る。
一般的に、一級海技士まで取得するには、会社に21 - 22歳で入社したとしても30歳程度までの乗船経験の時間を要する。
平成19年4月に規制緩和が行われ、船長経験がなくても三級海技士 (航海)以上の資格を持つ者なら2年6ヶ月の三級水先人養成課程を受けた上で三級水先人の試験を受けられるようになり、最短で20代前半で三級水先人になる事が出来るようになった。現在は、東京海洋大学、神戸大学海事科学部、海技大学校にそれぞれ水先人養成課程が設けられており、三級海技士（航海）を取得できる大学もしくは高専の過程を卒業すると受験資格を得られるようになっている。
新制度によって、2011年に26歳の日本初の女性水先人が誕生し横浜港で勤務している。